# Burrungubugge River
Der Burrungubugge River ist ein Fluss im Südosten des australischen Bundesstaates New South Wales.
Er entspringt bei Bulls Peaks und fließt nach Südosten, wo er den Gungarlin River wenige Kilometer vor dessen Mündung in den Snowy River erreicht.